# 卡耶鋸腹鰳
卡耶鋸腹鰳為輻鰭魚綱鲱形目鋸腹鰳科的其中一種，為熱帶淡水魚，分布於南美洲巴西亞馬遜河淡水、半鹹水流域，體長可達14.5公分，棲息在溪流、河口，生活習性不明。

## 擴展閱讀
維基物種上的相關：卡耶鋸腹鰳